# 西宮善幸
西宮 善幸（にしみや よしゆき、1952年(昭和27年) 7月7日 - ）は、日本の建築家。
西宮善幸建築設計事務所 主宰。

## 略歴
- 1952年　愛媛県生まれ
- 1975年　広島工業大学建築学科 卒業
- 1976年　村上徹建築設計事務所 勤務
- 1985年　西宮善幸建築設計事務所 設立
- 1991年～　近畿大学工学部 非常勤講師
- 1995年～　広島工業大学 非常勤講師
- 2006年～　呉工業高等専門学校 建築学科 准教授
- 2009～18年　呉工業高等専門学校 建築学科 教授

## 受賞歴
- 1996年　公立学校優良施設表彰 − 三良坂町立灰塚小学校
- 1997年　日本建築学会作品選奨 − 三良坂町立灰塚小学校
- 2000年　公共建築賞 − 三良坂町灰塚小学校
- 2000年　グッドデザイン賞 – 勝山町保健福祉センター
- 2000年　J C Dデザイン賞 – 勝山町保健福祉センター
- 2001年　ひろしま建築文化賞 – Shop-Ta
- 2002年　松山市都市景観賞 – OTI/BLDG

## 主な作品
- 1985年　松山平田の家
- 1991年　柿ノ浦の家
- 1995年　三良坂町立灰塚小学校
- 1995年　灰塚の家
- 1996年　House-Ku
- 1999年　焼山の家＋annex
- 1999年　勝山町保健福祉センター
- 1999年　Shop-Ta
- 2001年　OTI/BLDG・House